# Хаваст (Узбекистан)
Хаваст (узб. Xovos / Ховос) — міське селище, що з 2004 року є адміністративним центром Хавастського району Сирдар'їнської області Узбекистану. Розташоване поблизу Великого Узбецького тракту за 30 км від обласного центру Гулістан. 

## Промисловість
У Хавасті розташовані нафтобаза, заводи з виробництва цегли, кераміки та переробки винограду, а також борошномельний та хлібозаводи. Тут діють науково-дослідний та дослідно-конструкторський центри, автомобільний завод та будівельні організації. Узбецько-китайське спільне підприємство «Хаваст Фусін» виробляє ковбасні вироби, а також функціонує фермерський ринок. У районі є п’ять загальноосвітніх шкіл, професійно-технічне училище, бібліотеки, палац культури, клубні установи, центральний стадіон, центральна лікарня, залізнична лікарня та поліклініка, а також служби швидкої медичної допомоги і діагностичні центри.
У результаті візиту президента Республіки Узбекистан Шавката Мірзійоєва до Хавастського району 19 лютого 2019 року розпочато будівництво нового центру міста Хаваст. Згідно з програмою, на території району буде побудовано 30 п'ятиповерхових житлових будинків, зони відпочинку, адміністративний центр та інші споруди. 19 липня 2019 року президент Шавкат Мірзійоєв знову відвідав Хавастський район, щоб перевірити якість будівельних робіт.

## Транспорт
Через залізничну станцію Хаваст проходить поїзд Ташкент - Наманган - Андижан. Автобуси курсують за маршрутами Хаваст - Гулістан, Хаваст - Фархад. 

## Населення
За даними перепису 2010 року, у селищі проживало 21 121 особа. Основними видами діяльності населення є землеробство та скотарство.

## Історія
У 1898 році була побудована та введена в експлуатацію залізниця, що з'єднала Самарканд з Ташкентом на північному сході та Ферганською областю на сході. Спочатку станція носила назву Урсатьєвська. За однією версією, вона була названа на честь царського російського генерала, який брав участь у вторгненні до Туркестану, тоді як інші джерела стверджують, що станцію було названо на честь російського інженера Олександра Івановича Урсата, який працював на будівництві Прикаспійського тракту.
У 1930–1950-х роках Урсатіївська була адміністративним центром Хавастського району Ташкентської області. З 1963 року отримала назву Хаваст, перейменовану за однойменним кишлаком. До 2004 року селище адміністративно входило до складу міста Янгієр.
Найдавніші поселення в Сирдар'їнській області почали з'являтися вздовж річки Сирдар'я та гірських струмків три тисячі років тому. У цьому районі зведено кілька важливих пам'яток, які мають велике історичне значення. Наприклад, у районі Хавос розташоване місце паломництва «Старий Хаваст» та великий комплекс археологічних пам'яток.
Загальна площа «Кухна Хаваст» становить 12 гектарів. На думку професора М. Е. Массона, фахівця з історії Середньої Азії, великі гори Мірзачуль є центральними руїнами середньовічного Хаваста. Ця висока гора була населеною, що ускладнювало проведення археологічних розкопок на пам'ятці. Дослідження проводяться поетапно, і в найближчому майбутньому планується виявлення руїн стародавнього міста та кількох пам'яток. Загалом у Хавасті було 28 святилищ, але до наших днів збереглося лише 12.

### Стародавнє місто Хаваст
Стародавнє місто Хаваст є найбільшою і найдавнішою пам'яткою не лише Сирдар'їнської області, а й усього Мірзачульського району. Руїни цього міста, яке процвітало в середні віки, розташовані на південний захід від сучасного Хаваста, навпроти села Караван-сарай.
У 1987-1988 роках відомі вчені Інституту археології Академії наук Узбекистану провели археологічні дослідження на пагорбі Хаваст і виявили наявність стародавніх шарів. Знахідки свідчать про те, що вік поселення становить 2000 років.
У 2014 році на руїнах стародавнього міста Хаваст вп'яте були проведені розкопки. У результаті тут було знайдено стародавнє жорно, яскраво розписану кераміку та збережені прикраси. Знахідки свідчать про те, що Хаваст був зручним і важливим поселенням, розташованим на перехресті торговельних шляхів до стародавньої Фергани, Чача (Ташкент) та Согду з IV століття до н.е. по X століття н.е.
Одна гілка перехрестя пролягала від Хаваста через Куркад до Ходжента й далі у Фергану, тоді як інша прямувала через річку Чач (Сирдар'ю) на північ — до Шахрухії, звідти до Харашкенту, а потім до Бінката, давньої столиці Чача.
Стародавній Хаваст згадується також у знаменитому творі Нізам ад-Діна Шамі «Зафарнома». У книзі йдеться, що Емір Тимур перебував у стародавньому Хавасті. У 1367-1368 роках стався конфлікт між Еміром Хусейном та Еміром Тимуром. У цій битві війська Сахібкірана, почавши з Хаваста, розгромили армію його суперника Еміра Хусейна, незважаючи на чисельну перевагу противника.
Бабур Мірза також кілька разів згадує Кухна Хавас. Згідно з його описом, Омар-Шейх зазнав поразки в битві з султаном Ахмадом Мірзою в селі Хаваст, розташованому між Шахрухією та Оратепою.
У другій половині XV століття цю стародавню землю відвідували видатний  таджицько-перський письменник, філософ і музикознавець Джамі та видатний духовний наставник Ходжа Ахрор Валі.
На початку XVIII століття громадянські війни занурили країну в хаос, а Самарканд опинився в руїнах. Виснажене лихоліттями населення полишало місто, рятуючись від голоду й розрухи. Ці трагічні події відобразив у своїх записах Мухаммад Якуб Бухарі: 
|  | У Трансоксанії почався голод. Люди полишили свої оселі та розійшлися в різні боки. Місто Самарканд спорожніло й занепало. |

У VIII столітті Самарканд переживав активне зростання населення, викликане масовим переселенням. Важливу роль у цьому процесі відіграли жителі Хаваста, які заснували поселення в місцевості Хайдарабад, що розташовувалася на північ від міста. Там вони також поселили прибулих іноземців. Гузар був поділений на дві частини — «Хавасті Якум» і «Хавасті Дуввум», які межували з Юсуфбоєм на півночі, Мінорі Каджем і мечеттю Бібі-Ханум на сході та Пасткишлаком на південному заході. На території Гузара розташовувалися дві мечеті, школа, медресе, гробниця та караван-сарай.
У Хавасті розташовано сім мечетей, що носять такі назви: «Червона мечеть», «Молитовна зала», «Біла мечеть», «Замок», «Юсуфча», «Боло» та «Шонатарош». При кожній з них функціонувало медресе, проте лише в «Червоній» мечеті проводилися п'ятничні молитви.
У стародавньому Хавасті існувало сім кварталів і сім басейнів. Через місто проходили торгові каравани, що прямували Великим шовковим шляхом. Старий Хавас, з його свіжим повітрям і прекрасними будівлями, справляв враження навіть на Еміра Тимура. 

## Особи, пов'язані з Хавастом
- Гоглідзе Віктор Арсентійович - грузинський шахіст
- Ільченко Микола Петрович - герой Радянського Союзу

## У літературі
Російська мандрівниця Юлія Дмитрівна Головніна, яка присвятила свої записки про подорож «На Памірах» М. І. Королькову, описує околиці станції Хаваст Ходжентського повіту Самаркандської області Туркестану. У 1898 році, під час очікування поїзда, коли станція та рух ще не були офіційно відкриті, вони були змушені зупинитися тут:
|                                                                                | Місця тут мають майже такий самий похмурий характер, як у всьому «Голодному Степу», хоча є й оброблювані ділянки, що засіваються ячменем і пшеницею; далі до Годжента засіваються бавовна й кукурудза. Поля зрошуються, ділянки огороджені високими стінами з глини-лісу, з якого складається самий ґрунт. |
| — Головніна Юлія Дмитрівна, На Памірах. Записки російської мандрівниці. (1902) | |

Поет срібної доби російської поезії Олександр Ширяєвець (Абрамов), який проживав у Туркестані, в одному зі своїх віршів згадує Хаваст:
|                                           | Ранок. Сонце і вітер. Небо - сплави сапфіра. Убого-жовті степи. Призабутий курган. Замріявся, і ось повелителі світу Піднялися з полками з невідомих країн. Паровозний свисток... Вервечкою довгою Потягнулися вагони... Знову минуле спить. Але запам'ятаю надовго гіркий запах полиновий, Смагляволицю дівчину в стародавньому степу. |
| — Олександр Ширяєвець, «У Хаваста» (1921) | |